# 北海道道791号峠宮田線
北海道道791号峠宮田線（ほっかいどうどう791ごう とうげみやたせん）は、北海道虻田郡ニセコ町内を結ぶ一般道道（北海道道）である。

## 概要
起点側は林道を介して真狩村と繋がっており、さらに先で北海道道841号桜川線と繋がる。

### 路線データ
- 起点：北海道虻田郡ニセコ町峠
- 終点：北海道虻田郡ニセコ町宮田（国道5号交点）
- 路線延長：4.0 km

## 歴史
- 1973年（昭和48年）3月31日 路線認定[1]。

## 地理

### 通過する自治体
- 後志総合振興局
  - 虻田郡ニセコ町

### 交差する道路
ニセコ町
- 国道5号 - 宮田（終点）